# Literaturjahr 1965
Liste der Literaturjahre

1964 | Literaturjahr 1965 | 1966 | ► | ►►

Weitere Ereignisse

## Ereignisse
- Januar: In der DDR wird der Buchclub 65 gegründet; er besteht bis September 1990.
- 15. Februar: Uraufführung der Oper Die Soldaten von Bernd Alois Zimmermann in Köln, basierend auf dem gleichnamigen Drama von Jakob Michael Reinhold Lenz
- Juni: Im Suhrkamp Verlag erscheint erstmals die von Hans Magnus Enzensberger und Karl Markus Michel gegründete politische Kulturzeitschrift Kursbuch.
- 19. Oktober: Peter Weiss’ Theaterstück Die Ermittlung, das den ersten Frankfurter Auschwitzprozess thematisiert, wird im Rahmen einer Ring-Uraufführung zeitgleich an fünfzehn west- und ostdeutschen Theatern sowie von der Royal Shakespeare Company in London uraufgeführt.
- Es erscheint erstmals die (1987 eingestellte) kulturpolitische Vierteljahreszeitschrift Kürbiskern. Literatur und Kritik.
- Nach ihrer 10. Ausgabe stellt die ab 1960 episodisch erschienene „Kalligrammatische Literaturrevue“ Rhinozeros ihr Erscheinen ein.
- In 50 Bänden erscheint im Insel Verlag zwischen 1965 und 1969 die sammlung insel.
- In Lübeck wird die Deutsche Thomas Mann-Gesellschaft gegründet.
- An der FU Berlin wird das Peter-Szondi-Institut für Allgemeine und Vergleichende Literaturwissenschaft gegründet.
- In Frankfurt am Main wird der Verlag Neue Kritik gegründet.
- In Schwerin wird der Ernst Wähmann Verlag gegründet; er besteht bis 1984.
- In Westberlin wird das bis 1971 bestehende Reichskabarett gegründet, dessen Programme unter Mitarbeit verschiedener deutscher Autoren entstehen.
- Als Ratgeber- und Lebenshilfeverlag wird der mvg Verlag gegründet.
- In Frankfurt am Main wird am 28. Mai die von Werner Berthold kuratierte Ausstellung Exil-Literatur 1933–1945 eröffnet.[1][2]
- In Genf wird die Buchreihe Classiques de la Pensée Politique begründet.
- Die Littman Library of Jewish Civilization bringt das erste Buch heraus.
- Damon Knight gründet (federführend) die Science Fiction Writers of America.
- In dem belgischen Comic-Magazin Tintin erscheinen ab 1965 die frankobelgischen Comicserien Balthazar und Ringo sowie die belgische Funny-Comicserie Taka Takata.
- Zwischen 1965 und 1975 erscheint in zehn Bänden die Kriminalromanreihe Roman über ein Verbrechen von Maj Sjöwall und Per Wahlöö.
- Es erscheint der erste Band der Buchreihe zur phantastischen Literatur The Man from U.N.C.L.E..
- Es erscheint der letzte Band (Mystery of the Alpine Pass) der dreizehnteiligen amerikanischen Abenteuer- und Kriminalromanreihe für Jugendliche (“adolescent boys”) Biff Brewster.
- Es erscheinen die beiden einzigen Ausgaben der amerikanischen Literaturzeitschrift Bulletin from Nothing.
- Das Kunst- und Literatur-Magazin Flambeau wird in St. Vincent gegründet.
- Auf der Basis einer Vorlesungsreihe von Hannah Arendt im Jahr 1965 unter dem Titel Some Questions of Moral Philosophy wird 2003 postum der Text Responsibility and Judgment erscheinen.
- Im estnischen Tallinn entsteht durch Umbenennung und Aufspaltung des seit 1949 bestehenden Estnischen Staatsverlags der Verlag für schöne Literatur Eesti Raamat („Estnisches Buch“), der auch nach der Unabhängigkeit Estlands 1991 weiter besteht; für pädagogische, (populär)wissenschaftliche und Sachliteratur  entsteht der Verlag Valgus.
- Aus einem erstmals 1965 veranstalteten Schriftstellertreffen entwickelt sich ein Internationales Kurzgeschichtenkolloquium, das zwischen 1969 und 1994 alle zwei Jahre in Neheim-Hüsten bzw. Arnsberg stattfinden wird.
- In Spanien wird erstmals der Premio Alfaguara de Novela vergeben.
- Der ägyptische Gelehrte Sayyid Qutb stellt seinen 30-bändigen Korankommentar Im Schatten des Korans fertig.
- Die wissenschaftliche Schriftenreihe International Library of Psychology, Philosophy and Scientific Method beendet ihr Erscheinen.
- Das 11. Plenum des ZK der SED führt zu einer massiven Verschärfung des kulturpolitischen Kurses in der DDR.

### Literaturverfilmungen (Auswahl)
- Der Roman Billard um halb zehn von Heinrich Böll wird unter dem Titel Nicht versöhnt oder Es hilft nur Gewalt, wo Gewalt herrscht von Straub-Huillet (Regie/Drehbuch) verfilmt.
- Der Roman Doktor Schiwago von Boris Pasternak wird unter demselben Titel von David Lean verfilmt.
- Der Roman The Collector von John Fowles wird unter demselben Titel von William Wyler verfilmt.
- Der Roman The Loved One von Evelyn Waugh wird unter demselben Titel von Tony Richardson verfilmt.
- Der Roman Halleluja Trail von Bill Gulick wird unter nahezu demselben Titel von John Sturges verfilmt.
- Die DEFA lässt den Roman Die Jünger Jesu von Leonhard Frank unter dem Titel Chronik eines Mordes verfilmen.
- Mit Dialogen aus fünf Stücken Shakespeares entsteht der Film Falstaff von Orson Welles.

## Neuerscheinungen
- 007 James Bond greift ein – Ian Fleming (Sammelband)
- Die Abenteuer der »schwarzen hand« – Hans Jürgen Press (Kinderbuchklassiker)
- Abschied für länger – Gabriele Wohmann (Roman)
- Acts of Worship – Yukio Mishima (Sammlung von Kurzgeschichten; OA)
- Alles für die Galerie – Gabriele Wohmann (Erzählung, entstanden 1965)
- Alpträume – Fredric Brown (Science-Fiction-Kurzgeschichten)
- Ariel – Sylvia Plath (Gedichte, postum; bearb. EA)
- Der arme Verschwender – Ernst Weiß (Exilroman; 1. Nachkriegsausgabe)
- At Bertram’s Hotel – Agatha Christie (Kriminalroman)
- Atemkristall – Paul Celan (Gedichte)
- Atlas, zusammengestellt von deutschen Autoren (eine Anthologie von insges. 43 Autoren, erschienen im Verlag Klaus Wagenbach)
- Auf doppelter Spur – Agatha Christie (Kriminalroman)
- Aufzeichnungen eines Toten – Michail Bulgakow (Romanfragment; Erstver. in „Nowy Mir“, postum)
- Die Aula – Hermann Kant (Roman)
- Die Aussage des Ministranten – Georges Simenon (Kriminalerzählung)
- Der Bau – Heiner Müller (Schauspiel, Erstdruck in Sinn und Form; UA 1980)
- Bringing It All Back Home – Bob Dylan (Album)
- The Collected Stories of Katherine Anne Porter – Katherine Anne Porter
- Cyberiada – Stanisław Lem (Erzählungen; OA)
- The Doorbell Rang – Rex Stout (Kriminalroman)
- Der Drache – Jewgeni Schwarz (Drama; DDR-EA im März 1965)
- Dune – Frank Herbert (Science-Fiction-Roman)
- Dürrer September – William Faulkner (Kurzgeschichte)
- Durst – Juri Trifonow (Roman)
- Der Elfenbeinturm – Herbert W. Franke (Science-Fiction-Roman)
- Die Ermittlung – Peter Weiss (Drama)
- Der erste Lehrer – Tschingis Aitmatow (Erzählung)
- Eve of Destruction – Protestsong von P. F. Sloan (Text) und Barry McGuire (Interpret)
- The Far Side of the Dollar – Ross Macdonald (Kriminalroman)
- Film – Samuel Beckett (Drehbuch)
- Die Flucht – Ernst Waldbrunn und Lida Winiewicz (Schauspiel)
- Die gierigen Dinge des Jahrhunderts – Arkadi und Boris Strugazki (Science-Fiction-Roman; OA)
- Das grüne Licht der Steppen – Brigitte Reimann (Tagebuch)
- Hebt den Dachbalken hoch, Zimmerleute und Seymour wird vorgestellt – J. D. Salinger (Erzählungen)
- Highway 61 Revisited – Bob Dylan (Album)
- Hotel – Arthur Hailey (Roman)
- Im ersten Morgenlicht (später u.d.T.: Topkapi) – Eric Ambler (Thriller)
- Iwan Wassiljewitsch – Michail Bulgakow (Komödie, entstanden 1934–1936)
- Jagdszenen aus Niederbayern – Martin Sperr (Drama)
- Der junge Lord – Hans Werner Henze und Ingeborg Bachmann (Libretto)
- Junger Herr – ganz groß – Hans Fallada (Roman)
- Die Kraft der Schwachen – Anna Seghers (Erzählungen)
- Krieg im Spiegel – John le Carré (Spionageroman)
- Kuroi ame (dt. 1974 als Schwarzer Regen) – Ibuse Masuji (Roman)
- Liebe unverzollt – Georgette Heyer (Roman)
- Lilla spöket Laban (dt. 1968 als Laban will nicht geistern; Bd. 1 einer Kinderbuchreihe) – Inger Sandberg (Text) und Lasse Sandberg (Illustrationen)
- Loot (dt. EA 1966 als Beute) – Joe Orton (Drama)
- Lyle, Lyle, Crocodile – Bernard Waber (Kinderbuch)
- Madame de Sade – Yukio Mishima (Drama)
- Das Mädchen aus dem All (später u.d.T.: Andromedanebel) – Iwan Jefremow (Science-Fiction-Roman; erste ungekürzte deutsche Übersetzung)
- The Magus – John Fowles (Roman)
- Maigret und der Mann von Welt & Maigret und das Phantom – Georges Simenon (Kriminalromane)
- The Man with the Golden Gun – Ian Fleming (Roman; postum)
- Memed mein Falke – Yaşar Kemal (Roman; ungekürzte Ausg.)
- Der Montag fängt am Samstag an – Arkadi und Boris Strugazki (Science-Fiction-Roman; OA)
- Mr. Jellys Geheimnis – Arthur W. Upfield (Kriminalroman)
- Mumins wundersame Inselabenteuer – Tove Jansson (Bd. 8 der Mumin-Bücher; OA)
- The Mystery of the Green Ghost – Robert Arthur (Bd. 4 der Reihe Alfred Hitchcock and The Three Investigators)
- The Mystery of the Whispering Mummy – Robert Arthur (Bd. 3 der Reihe Alfred Hitchcock and The Three Investigators)
- Le mythe de Sisyphe – Albert Camus (in der Fassung letzter Hand)
- Die Neger – Jean Genet (Drama)
- Old Surehand – Wulf Leisner (Freilichtspiel nach Karl May)
- Over Sea, Under Stone – Susan Cooper (Abenteuerroman)
- Pierre oder Im Kampf mit der Sphinx – Herman Melville (Roman)
- Der Planet der Affen – Pierre Boulle (Roman)
- Randi aus Norwegen – Astrid Lindgren (Jugendliteratur)
- Die Ratten in den Mauern – H. P. Lovecraft (Kurzgeschichte)
- Der Ripper von Chicago – Fredric Brown (Kriminalroman)
- Roseanna – Maj Sjöwall & Per Wahlöö (Kriminalroman)
- Rummelplatz – Werner Bräunig (unvollendeter Roman; 1965 Vorabdruck)
- SAS – Gérard de Villiers (Taschenheftserie, 1965–2013)
- Scarlett Dream – Autor: Claude Moliterni; Zeichner: Robert Gigi (Comicserie, erschienen ab 1965)
- Schatten über Innsmouth – H. P. Lovecraft (Erzählung)
- Der schiefe Turm – Katherine Anne Porter (Erzählungen; Neuübersetzung)
- Die Söhne des Alls – Edmund Cooper (utopischer Roman)
- Spiel nicht mit den Schmuddelkindern – Franz Josef Degenhardt (Album)
- Stoner – John Williams (Roman)
- Sword of Honour – Evelyn Waugh (bearb. Neuausgabe einer Roman-Trilogie)
- The Three Stigmata of Palmer Eldritch – Philip K. Dick (Science-Fiction-Roman)
- Der Tor aus Tokio – Sōseki Natsume (Roman)
- Treibjagd – Gabriele Wohmann (Erzählung, entstanden 1965)
- Tristessa – Jack Kerouac (Kurzroman)
- Tynset – Wolfgang Hildesheimer (Prosa)
- Der Unheimliche aus dem All – Fredric Brown (utopischer Roman)
- Verjährt – Gabriele Wohmann (Erzählung, entstanden 1965)
- Der verrückte Jourdain – Michail Bulgakow (Komödie, entstanden 1932)
- Die Verschwörer – Wolfgang Graetz (Drama)
- Very Old Engines – Wilbert Vere Awdry (Kinderbuch)
- Das Waisenhaus – Hubert Fichte (Roman)
- Welt am Draht – Daniel F. Galouye (Science-Fiction-Roman)
- Wenn die Sonne untergeht – William Faulkner (Kurzgeschichte)
- Der Wilde Wald – Tonke Dragt (Jugendbuch; OA)
- Zwei Ansichten – Uwe Johnson (Roman)
- Zwischenfall auf der Eulenfluß-Brücke – Ambrose Bierce (Kurzgeschichte)

### Sachliteratur / Weitere Werke
- Der Berliner Antisemitismusstreit – Walter Boehlich (Hrsg.)
- Geschichtswissenschaftler in Mitteldeutschland
- Lexikon der Alten Welt
- Lire le Capital – Louis Althusser, Étienne Balibar, Roger Establet, Pierre Macherey und Jacques Rancière
- The Paranoid Style in American Politics, and Other Essays – Richard Hofstadter
- Ein Traumspiel – Literaturoper von Aribert Reimann nach dem gleichnamigen Schauspiel von August Strindberg, deutsch von Peter Weiss (UA 1965)
- Triebstruktur und Gesellschaft – Herbert Marcuse (NA unter diesem Titel)
- Unser Auschwitz – Martin Walser (politischer Essay, erschienen im Kursbuch 1)
- Versäumte Lektionen – Peter Glotz und Wolfgang R. Langenbucher (Hrsg.)
- Wer pa Lawino – Okot p’Bitek (Versepos; überarb. Fassung)

## Geboren

### Januar
- 01. Januar: Bov Bjerg, deutscher Schriftsteller und Kabarettist
- 01. Januar: Ivan Krastev, bulgarischer Politologe, Autor und Essayist
- 01. Januar: Édouard Levé, französischer Schriftsteller und Fotograf († 2007)
- 01. Januar: Robert Twigger, britischer Schriftsteller
- 06. Januar: Bonnie-Sue Hitchcock, US-amerikanische Autorin
- 07. Januar: Beate Andres, deutsche Hörspielautorin und -regisseurin
- 07. Januar: Armin Steigenberger, deutscher Dichter und Schriftsteller
- 09. Januar: Berkan Karpat, türkisch-deutscher Lyriker und Essayist
- 11. Januar: Henry Trujillo, uruguayischer Schriftsteller
- 16. Januar: Markus Hundt, deutscher Germanist und Sprachforscher
- 17. Januar: Birgit Brüster, deutsche Literaturdozentin und Autorin
- 18. Januar: Urs Augstburger, Schweizer Schriftsteller
- 18. Januar: Britta Jürgs, deutsche Verlegerin, Herausgeberin und Redakteurin
- 18. Januar: Karin Kneissl, österreichische Politikerin und Autorin
- 21. Januar: Oliver Hohlfeld, deutscher Dramaturg und Autor
- 21. Januar: Nauja Lynge, grönländisch-dänische Schriftstellerin
- 22. Januar: Christine Fehér, deutsche Kinder- und Jugendbuchautorin
- 23. Januar: Denise Schmid, Schweizer Historikerin, Autorin und Verlegerin
- 23. Januar: Bodo Traber, deutscher Schriftsteller, Hörspielautor und -regisseur, Filmjournalist, Herausgeber, …
- 25. Januar: Marc Domingo Gygax, spanischer Althistoriker
- 26. Januar: Frederick Baker, österreichisch-britischer Filmemacher, Medienwissenschaftler und Herausgeber († 2020)
- 27. Januar: Wolfgang Bleier, österreichischer Schriftsteller
- 28. Januar: Astrid Dehe, deutsche Schriftstellerin
- 28. Januar: Jörg Hilbert, deutscher Kinderbuchautor und Musikpädagoge
- 29. Januar: Günter Krieger, deutscher Schriftsteller
- 29. Januar: Ina Voigt, deutsche Theaterfotografin und -autorin
- 30. Januar: Jan Beinßen, deutscher Journalist und Autor von Kriminalromanen
- 30. Januar: Zoran Bognar, serbischer Dichter und Schriftsteller
- 00. Januar: Tang Sulan, chinesische Lyrikerin, Schriftstellerin und Kinderbuchautorin

### Februar
- 01. Februar: Monika Felten, deutsche Jugendbuch- und Fantasy-Autorin
- 01. Februar: Louise Welsh, britische Schriftstellerin
- 02. Februar: Walter Schmidt, deutscher Journalist und Schriftsteller († 2016)
- 04. Februar: Ellen Schaller, deutsche Kabarettistin und Lyrikerin
- 05. Februar: Wilfried Meichtry, Schweizer Historiker, Schriftsteller und Biograf
- 05. Februar: Theresa Révay, französische Schriftstellerin und Übersetzerin
- 07. Februar: Jens Dobler, deutscher Historiker und Autor († 2024)
- 07. Februar: Nataša Dragnić, kroatische deutschsprachige Schriftstellerin
- 07. Februar: Thomas de Padova, deutscher Wissenschaftspublizist und Schriftsteller
- 09. Februar: Tim Krohn, (deutsch-)Schweizer Schriftsteller und Dramatiker
- 10. Februar: Gen Getsu, japanischer Schriftsteller koreanischer Abstammung
- 10. Februar: Sigitas Parulskis, litauischer Lyriker, Dramatiker, Romanautor, Kritiker und Essayist
- 11. Februar: Petra Durst-Benning, deutsche Schriftstellerin
- 12. Februar: Shyam Selvadurai, sri-lankisch-kanadischer Schriftsteller
- 15. Februar: Hannes Stein, deutsch-amerikanischer Journalist, Literaturkritiker und Buchautor
- 16. Februar: Jan Peter Bremer, deutscher Schriftsteller
- 16. Februar: Lucinda Riley, nordirisch-britische Schriftstellerin († 2021)
- 17. Februar: Peterson Toscano, US-amerikanischer Theaterautor und Schauspieler
- 18. Februar: Antje Ippensen, deutsche Schriftstellerin
- 18. Februar: Boike Rehbein, deutscher Soziologe und Sozialphilosoph († 2022)
- 19. Februar: Jaime Bayly, peruanischer Schriftsteller und Fernsehmoderator
- 20. Februar: Philip Hensher, britischer Schriftsteller, Literaturkritiker und Essayist
- 23. Februar: Stephan Detjen, deutscher Journalist und Essayist
- 24. Februar: Iwan Lutschuk, ukrainischer Dichter, Übersetzer und Literaturkritiker
- 26. Februar: Stefan Schwarz, deutscher Journalist und Schriftsteller
- 27. Februar: Martin Dreyer, deutscher Theologe und Autor
- 28. Februar: Ken’ichirō Isozaki, japanischer Schriftsteller
- 28. Februar: Colum McCann, irischer Schriftsteller

### März
- 01. März: Hermann Ritter, deutscher Science-Fiction-Autor
- 02. März: Richard Murray Vaughan, kanadischer Dichter, Schriftsteller und Dramatiker († 2020)
- 03. März: Gioacchino Criaco, italienischer Jurist und Schriftsteller
- 04. März: Khaled Hosseini, afghanisch-amerikanischer Schriftsteller
- 04. März: Maiken Nielsen, deutsche Schriftstellerin und Journalistin
- 06. März: Mario Sixtus, deutscher Autor und Publizist
- 07. März: E. E. Knight, US-amerikanischer Fantasy- und Science-Fiction-Autor
- 08. März: Ercüment Aytaç, österreichischer Schriftsteller türkischer Herkunft
- 08. März: Friedrich Forssman, deutscher Buchgestalter
- 08. März: Pedro Lenz, Schweizer (Mundart-)Schriftsteller
- 09. März: Monica Cantieni, Schweizer Schriftstellerin
- 09. März: Sieglinde Geisel, Schweizer Literaturkritikerin, Autorin und Lektorin
- 10. März: Stefan Çapaliku, albanischer Literaturwissenschaftler, Schriftsteller und Dramatiker
- 10. März: Michael Fuchs-Gamböck, deutscher Redakteur und Autor
- 13. März: Nils Aschenbeck, deutscher Journalist und Buchautor
- 15. März: James Barclay, britischer Fantasyschriftsteller
- 15. März: Sunetra Gupta, indische Epidemiologin und Schriftstellerin
- 17. März: Michael Wohlgemuth, deutscher Ökonom und Publizist
- 18. März: Esteban Navarro, spanischer Krimi-Autor
- 18. März: Christine Thiemt, österreichische Schriftstellerin und Übersetzerin
- 20. März: William Dalrymple, britischer Historiker, Reiseschriftsteller und Essayist
- 20. März: Achim Elfers, deutscher Schriftsteller
- 20. März: Frank Schablewski, deutscher Dichter, Schriftsteller und Übersetzer
- 21. März: Thomas Frank, US-amerikanischer Journalist und Buchautor
- 22. März: Symone Hengy, deutsche Schriftstellerin
- 22. März: Norbert Kron, deutscher Schriftsteller und Journalist
- 23. März: John Gardner, britischer Rechtsphilosoph und Autor († 2019)
- 23. März: Rainer Thielmann, deutscher Autor
- 24. März: Stefanie Menzinger, deutsche Schriftstellerin
- 26. März: Sven Lager, deutscher Schriftsteller († 2021)
- 29. März: Kai Ambos, deutscher Jurist und Autor
- 30. März: Piers Morgan, britischer Journalist und Buchautor
- 30. März: Märt Väljataga, estnischer Literaturwissenschaftler, Dichter und Übersetzer
- 31. März: Betty Wahl, deutsche Skandinavistin und literarische Übersetzerin

### April
- 01. April: Uwe Voigt, deutscher Philosoph
- 02. April: Ève Chiapello, französische Wirtschaftswissenschaftlerin und Autorin
- 05. April: Kéthévane Davrichewy, französische Schriftstellerin
- 05. April: Florian Scheuba, österreichischer Kabarettist, Kabaretttexter, Kolumnist und Buchautor
- 06. April: Juan Mayorga, spanischer Dramatiker
- 07. April: Fabián Casas, argentinischer Dichter, Schriftsteller und Journalist
- 08. April: Peter Telep, US-amerikanischer Schriftsteller
- 09. April: Beate Ochsner, deutsche Medien- und Geisteswissenschaftlerin
- 10. April: Yury Winterberg, deutscher Schriftsteller, Drehbuchautor und Biograf
- 11. April: Pietro Ratto, italienischer Schriftsteller und Rockmusiker
- 13. April: Rainer Haubrich, deutscher Journalist, Architekturkritiker und Essayist
- 13. April: Ran Yunfei, chinesischer Autor, Blogger und Bürgerrechtler
- 14. April: Alexandre Jardin, französischer Schriftsteller
- 14. April: Susanne Konrad, deutsche Schriftstellerin und Literaturwissenschaftlerin
- 14. April: Meta Merz, österreichische Lyrikerin, Schriftstellerin und Konzeptkünstlerin († 1989)
- 19. April: Christel Scheja, deutsche Schriftstellerin
- 19. April: Gadi Taub, israelischer Historiker und Schriftsteller
- 20. April: Robert Wolf, österreichischer Dramatiker, Hörspielautor und Physiker
- 21. April: Oliver Bottini, deutscher Schriftsteller
- 27. April: Alvis Hermanis, lettischer Theaterregisseur und -schriftsteller
- 29. April: Elisabeth Åsbrink, schwedische Schriftstellerin und Dramatikerin
- 29. April: Michel Bussi, französischer Politologe, Geograf und Krimiautor
- 29. April: Robert Woelfl, österreichischer Schriftsteller und Dramatiker
- 30. April: Giuseppe Culicchia, italienischer Schriftsteller und Übersetzer

### Mai
- 01. Mai: Élisabeth Filhol, französische Schriftstellerin
- 03. Mai: Michael Marshall Smith, britischer Schriftsteller
- 03. Mai: Mary L. Trump, US-amerikanische Psychologin und Autorin
- 09. Mai: Carmen Caputo, deutsch-italienische Schriftstellerin
- 11. Mai: Marty Chan, kanadischer Schriftsteller chinesischer Herkunft
- 12. Mai: Herbert Maurer, österreichischer Schriftsteller, Übersetzer, ...
- 14. Mai: Eoin Colfer, irischer Schriftsteller
- 15. Mai: Sabine Küchler, deutsche Schriftstellerin
- 15. Mai: Martin Sonneborn, deutscher Satiriker, Politiker und Autor
- 20. Mai: Ted Allen, US-amerikanischer Fernsehmoderator und Sachbuchautor
- 20. Mai: Tomáš Kafka, tschechischer Diplomat, Schriftsteller und Übersetzer
- 21. Mai: Stefan Heyer, deutscher Lyriker, Prosaautor und Essayist
- 21. Mai: Cheryl Toman, US-amerikanische Literaturwissenschaftlerin, Romanistin, Autorin und Übersetzerin
- 22. Mai: Heike Düselder, deutsche Historikerin und Autorin
- 22. Mai: Yasemin Karakaşoğlu, deutsche Turkologin, Erziehungswissenschaftlerin und Autorin
- 26. Mai: Gjekë Marinaj, albanisch-amerikanischer Dichter, Schriftsteller, Übersetzer und Literaturkritiker
- 27. Mai: Tom Piccirilli, US-amerikanischer Schriftsteller († 2015)
- 30. Mai: Anna Langhoff, deutsche Schriftstellerin

### Juni
- 01. Juni: Dorothea Hauser, deutsche Historikerin und Autorin
- 02. Juni: Konradin Leiner (QRT), deutscher Autor († 1996)
- 02. Juni: Sean Stewart, US-amerikanisch-kanadischer Schriftsteller
- 05. Juni: Andreas Beck, deutscher Dramaturg und Theatermacher
- 05. Juni: Johannes W. Betz, deutscher Autor
- 05. Juni: Philippe Rahmy, Schweizer Dichter und Schriftsteller († 2017)
- 06. Juni: Andrew Bond, Schweizer Musiker und Schriftsteller, oft für Kinder
- 06. Juni: Alexandra Ernst, deutsche Übersetzerin und Literaturkritikerin
- 06. Juni: Erik Fosnes Hansen, norwegischer Schriftsteller, Essayist und Literaturkritiker
- 07. Juni: Tobias Döring, deutscher Literaturwissenschaftler und Anglist
- 07. Juni: Christopher Goscha, US-amerikanischer Historiker und Autor
- 08. Juni: Karin Alvtegen, schwedische Schriftstellerin
- 08. Juni: Frederike Demattio, deutsch-italienische Autorin
- 09. Juni: Mirko Bonné, deutscher Schriftsteller und Übersetzer
- 09. Juni: Thomas Kunst, deutscher Dichter und Schriftsteller
- 10. Juni: Hanni Münzer, deutsche Schriftstellerin
- 11. Juni: Martina Hefter, deutsche Dichterin und Schriftstellerin
- 12. Juni: Wolfgang Herrndorf, deutscher Schriftsteller († 2013)
- 16. Juni: Juri Khanon, russischer Komponist und Autor
- 17. Juni: Richard Auer, deutscher Krimiautor und Journalist
- 19. Juni: André Minninger, deutscher Autor und Hörspiel-Produzent
- 20. Juni: R. J. Ellory, britischer Thriller-Autor
- 23. Juni: Claudia Bitter, österreichische Schriftstellerin, Dichterin und Übersetzerin
- 24. Juni: Urs Richle, Schweizer Schriftsteller
- 26. Juni: Daryl Gregory, US-amerikanischer Science-Fiction- und Comic-Autor
- 26. Juni: Markus Peters, deutscher Journalist und Schriftsteller
- 27. Juni: Isabella Archan, österreichische Schauspielerin, Hörspielsprecherin und Krimiautorin
- 29. Juni: Matthew Weiner, US-amerikanischer Autor
- 30. Juni: Astrid Köhler, deutsche Germanistin und Autorin

### Juli
- 01. Juli: Joachim Frank, deutscher Journalist und Buchautor
- 01. Juli: Malte S. Sembten, deutscher Schriftsteller und Illustrator († 2016)
- 02. Juli: Wilfried Happel, deutscher Schriftsteller, Dramatiker und Theaterregisseur
- 04. Juli: Tracy Letts, US-amerikanischer Schauspieler und Dramatiker
- 05. Juli: Anke Laufer, deutsche Schriftstellerin
- 05. Juli: Michael P. Streck, deutscher Altorientalist
- 07. Juli: Karen Drogin (Carly Phillips), US-amerikanische Schriftstellerin
- 07. Juli: Zoë Heller, britische Journalistin und Schriftstellerin
- 07. Juli: Lesego Rampolokeng, südafrikanischer Schriftsteller, Dichter und Musiker (englisch schreibend)
- 10. Juli: Xuan Bello, auf Asturisch schreibender spanischer Dichter, Schriftsteller und Übersetzer († 2025)
- 10. Juli: Patrice Duret, Schweizer Lyriker, Schriftsteller, Bibliothekar und Verleger
- 10. Juli: Niels Werber, deutscher Literatur-, Medien- und Kulturwissenschaftler
- 11. Juli: Roland Seim, deutscher Medienwissenschaftler, Buchautor und Verleger
- 13. Juli: Scott Smith, US-amerikanischer Schriftsteller
- 14. Juli: Chris Carter, brasilianischer Schriftsteller (schreibt auf Englisch)
- 16. Juli: Milan Ohnisko, tschechischer Lyriker und Verleger
- 16. Juli: Marco Sonnleitner, deutscher Schriftsteller und Lehrer
- 16. Juli: Cristina Torrão, portugiesische Schriftstellerin
- 18. Juli: Frank Trentmann, deutscher Historiker und Buchautor
- 20. Juli: Attila Márton Farkas, ungarischer Ägyptologe, Kulturanthropologe und Publizist
- 20. Juli: Abdourahman Waberi, dschibutischer Schriftsteller und Literaturkritiker
- 20. Juli: Jess Walter, US-amerikanischer Journalist und Schriftsteller
- 23. Juli: Hans-Georg Klemm, deutscher Sachbuchautor
- 24. Juli: Olivier Py, französischer Regisseur, Intendant und Dramatiker
- 27. Juli: Franco Supino, Schweizer Schriftsteller
- 29. Juli: Chang-Rae Lee, US-amerikanischer Schriftsteller
- 31. Juli: Joanne K. Rowling, britische Schriftstellerin

### August
- 01. August: Eva Horn, deutsche Kultur- und Literaturwissenschaftlerin und Essayistin
- 01. August: Goretti Kyomuhendo, ugandische Schriftstellerin, Kolumnistin und „literarische Aktivistin“
- 01. August: Sam Mendes, britischer Theater-, Film- und Musicalregisseur
- 03. August: Christiaan Bakkes, südafrikanischer Schriftsteller (Afrikaans schreibend)
- 03. August: Beatrice Weder di Mauro, schweizerisch-italienische Ökonomin und Autorin
- 04. August: Dennis Lehane, US-amerikanischer Krimiautor
- 04. August: Corinna T. Sievers, deutsche Schriftstellerin
- 05. August: Oliver Pautsch, deutscher Schriftsteller
- 09. August: Rainer Schorm, deutscher Schriftsteller
- 12. August: Laurence Boissier, Schweizer Schriftstellerin († 2022)
- 13. August: Àngel Fabregat, katalanisch-spanischer Schriftsteller
- 15. August: Stefan T. Pinternagel, deutscher Schriftsteller († 2009)
- 15. August: Hartmut Rosa, deutscher Sozialwissenschaftler und Essayist
- 15. August: Rob Thomas, US-amerikanischer Schriftsteller, Drehbuchautor und Produzent
- 16. August: Leea Klemola, finnische Schauspielerin, Regisseurin und Dramatikerin
- 18. August: Michael Herzig, Schweizer Krimiautor
- 23. August: Alexander Nützenadel, deutscher Wirtschafts- und Sozialhistoriker
- 23. August: Ilija Trojanow, deutscher Schriftsteller, Übersetzer, Herausgeber und Verleger
- 24. August: Gro Skartveit, norwegische Politikerin und Autorin
- 28. August: Keith Boykin, US-amerikanischer politischer Kommentator und Schriftsteller
- 28. August: Han Song, chinesischer Science-Fiction-Schriftsteller
- 28. August: Bettina Rühl, deutsche Journalistin und Featureautorin
- 31. August: Manuela Golz, deutsche Schriftstellerin

### September
- 04. September: L. J. Smith, US-amerikanische Jugendbuchautorin
- 06. September: Georgia Byng, britische Kinderbuchautorin
- 06. September: Christopher Nolan, irischer Schriftsteller († 2009)
- 06. September: Sabine Wassermann, deutsche Autorin historischer Romane († 2017)
- 07. September: Achim Engelberg, deutscher Autor und Publizist
- 08. September: Matt Ruff, US-amerikanischer Schriftsteller
- 09. September: Richard Morgan, britischer Schriftsteller
- 10. September: Giampaolo Simi, italienischer Schriftsteller und Journalist
- 11. September: Axel Schock, deutscher Journalist, Schriftsteller, Herausgeber
- 12. September: Semier Insayif, österreichischer Schriftsteller
- 12. September: Oliver Kalkofe, deutscher Schauspieler und Autor
- 12. September: Susanne-Marie Wrage, deutsche Schauspielerin, Theaterregisseurin und Autorin
- 14. September: Matthieu Arnold, französischer Theologe und Kirchenhistoriker
- 16. September: Martin Baltscheit, deutscher Schriftsteller und Illustrator
- 21. September: Frédéric Beigbeder, französischer Schriftsteller
- 21. September: Arne Braun, deutsche Übersetzerin, insbesond. aus dem Niederländischen
- 21. September: Antke Engel, deutsche Geschlechterforscherin und Autorin
- 21. September: Katharina Greschat, deutsche ev. Theologin und Autorin
- 21. September: Torsten Körner, deutscher Kritiker, Schriftsteller und Biograf
- 23. September: Dietmar Kreutzer, deutscher Autor und Stadtplaner
- 24. September: Marcel Magis, deutscher Schriftsteller († 2018)
- 24. September: Sabine Schiffner, deutsche Dichterin, Schriftstellerin und Übersetzerin
- 26. September: Claudio Paglieri, italienischer Schriftsteller
- 26. September: Edo Reents, deutscher Kulturjournalist, Literaturkritiker, Biograf und Essayist
- 27. September: Thariot, deutscher Science-Fiction-, Fantasy- und Thrillerautor
- 29. September: Nikolaj Frobenius, norwegischer Schriftsteller
- 29. September: Achim Geisenhanslüke, deutscher Literaturwissenschaftler und Essayist
- 29. September: Boris Izaguirre, venezolanisch-spanischer Schriftsteller und Essayist
- 00. September: Torsten Fink, deutscher Schriftsteller

### Oktober
- 01. Oktober: Ralf Palandt, deutscher Comicautor und -förderer
- 02. Oktober: John Hart, US-amerikanischer Kriminalschriftsteller
- 02. Oktober: Keith Ridgway, irischer Schriftsteller
- 02. Oktober: Tim Staffel, deutscher Schriftsteller, Dramatiker und Theaterregisseur
- 05. Oktober: Stephan Groetzner, deutscher Autor
- 05. Oktober: Markus C. Schulte von Drach, deutscher Wissenschaftsjournalist und Schriftsteller
- 10. Oktober: Svenja Goltermann, deutsche Historikerin und Autorin
- 10. Oktober: Heidrun Jänchen, deutsche Schriftstellerin von Science-Fiction und Fantasy
- 10. Oktober: Olívio Jekupé, brasilianischer Schriftsteller indigener Herkunft
- 11. Oktober: Alexander Hacke, deutscher Musiker und Autor
- 12. Oktober: Dan Abnett, britischer Autor
- 14. Oktober: Jan Lurvink, Schweizer Musiker und Schriftsteller
- 19. Oktober: Merle Jääger (Merca), estnische Schauspielerin, Dichterin und Schriftstellerin
- 20. Oktober: Anja Maier, deutsche Journalistin und Schriftstellerin
- 22. Oktober: A. L. Kennedy, britische Schriftstellerin
- 23. Oktober: Augusten Burroughs, US-amerikanischer Schriftsteller und Journalist
- 23. Oktober: Ulrich Schmid, Schweizer Slawist, Literaturkritiker und Essayist
- 24. Oktober: József Ács, ungarischer Schriftsteller, Dichter und Dramatiker
- 24. Oktober: Zsuzsa Bánk, deutsche Schriftstellerin

### November
- 01. November: Kirsten Hammann, dänische Schriftstellerin
- 01. November: James Wood, britischer Literaturwissenschaftler, -kritiker und Essayist
- 03. November: Vito Avantario, deutschsprachiger Journalist und Autor
- 03. November: Hans Rath, deutscher Autor
- 03. November: Ann Scott, französische Schriftstellerin
- 05. November: Michael Marrak, deutscher Schriftsteller und Illustrator
- 06. November: Sandra Newman, US-amerikanische Schriftstellerin
- 08. November: Corinna Kastner, deutsche Schriftstellerin und Fotografin
- 09. November: Bjarni Bjarnason, isländischer Schriftsteller und Lyriker
- 13. November: Ursula Fricker, Schweizer Schriftstellerin und Essayistin
- 13. November: Jan Vlasák, tschechisch-deutscher Schriftsteller
- 18. November: Michael Crummey, kanadischer Dichter und Schriftsteller
- 19. November: Alison Winter, US-amerikanische Wissenschaftshistorikerin und Autorin († 2016)
- 23. November: Eva Almstädt, deutsche Krimischriftstellerin
- 23. November: Marcel Beyer, deutscher Schriftsteller
- 23. November: Jennifer Michael Hecht, US-amerikanische Historikerin, Dichterin, Essayistin, …
- 24. November: Stephan Pörtner, Schweizer (Krimi-)Schriftsteller und Übersetzer
- 25. November: Gregor Hens, deutscher Schriftsteller und Übersetzer
- 26. November: Ewald Arenz, deutscher Schriftsteller
- 26. November: Loretana de Libero, deutsche Historikerin
- 28. November: Erwin Mortier, flämischer Schriftsteller
- 29. November: Jürgen Brôcan, deutscher Schriftsteller, Lyriker und Übersetzer
- 29. November: Holger Helbig, deutscher Literaturwissenschaftler, Lyriker, Essayist, Herausgeber
- 29. November: Susanne Schädlich, deutsche Schriftstellerin und Übersetzerin
- 30. November: Frédéric Gros, französischer Philosoph
- 30. November: Morten A. Strøksnes, norwegischer Autor

### Dezember
- 01. Dezember: Karsten Brüggemann, deutscher Historiker und Autor
- 07. Dezember: Dirk Stermann, deutscher Radiomoderator, Kabarettist und Schriftsteller
- 08. Dezember: Florian Heine, deutscher Kunsthistoriker, Fotograf und Autor
- 10. Dezember: Michal Šanda, tschechischer Dichter und Schriftsteller
- 12. Dezember: Else Buschheuer, deutsche Journalistin und Buchautorin
- 12. Dezember: Toni Weisskopf, US-amerikanische Science-Fiction-Autorin und -Herausgeberin
- 13. Dezember: Kyle Baker, US-amerikanischer Cartoonist
- 14. Dezember: Karin Beier, deutsche Theaterregisseurin und -intendantin
- 14. Dezember: Vinicio Capossela, italienischer Musiker und Schriftsteller
- 14. Dezember: Helle Helle, dänische Schriftstellerin
- 17. Dezember: Sabina Naber, österreichische Autorin
- 22. Dezember: Nora Okja Keller, koreanisch-US-amerikanische Schriftstellerin
- 24. Dezember: Dirk Alvermann, deutscher Historiker, Archivar und Herausgeber († 2023)
- 24. Dezember: Bernd Drücke, deutscher Soziologe, Autor und Herausgeber
- 24. Dezember: James Lovegrove, britischer Science-Fiction-, Fantasy- und Jugendbuch-Autor
- 25. Dezember: Anna Dewdney, US-amerikanische Kinderbuchautorin und -illustratorin († 2016)
- 26. Dezember: Mani Beckmann, deutscher Schriftsteller
- 27. Dezember: Peter Walther, deutscher Germanist, Literaturhistoriker, Herausgeber, Biograf
- 28. Dezember: Jörg Schieke, deutscher Dichter und Schriftsteller
- 30. Dezember: Peter Lund, deutscher Regisseur und Autor
- 31. Dezember: Sergio Álvarez, kolumbianischer Schriftsteller und Journalist
- 31. Dezember: Nicholas Sparks, US-amerikanischer Schriftsteller

### Genaues Datum unbekannt
- Heike Abidi, deutsche Schriftstellerin
- Karim Akerma, deutscher Philosoph und Autor
- Rob Alef, deutscher Schriftsteller
- Johann Allacher, österreichischer Schriftsteller und Musiker
- Ulrike Arnold, deutsche Theaterregisseurin
- Jochen Arntz, deutscher Journalist und Buchautor
- Bae Su-ah, südkoreanische Schriftstellerin und Übersetzerin
- Stephanie Bart, deutsche Schriftstellerin
- Franz Alto Bauer, deutscher Christlicher Archäologe und Byzantinischer Kunsthistoriker
- Sven Beckert, deutscher Historiker und Buchautor
- Lars-Olav Beier, deutscher Journalist, Filmkritiker, Autor und Herausgeber
- Tillmann Bendikowski, deutscher Autor
- Isabel Beto (auch Amy Forster), Autorin deutschsprachiger Trivialliteratur († 2017)
- Jens Binner, deutscher Zeithistoriker, Autor und Herausgeber
- Niall Binns, britischer Dichter (spanisch schreibend)
- Oleg Blozki, russischer Journalist und Biograf
- Alfred Bodenheimer, Schweizer Literaturwissenschaftler und Autor
- Holger Böhme, deutscher Regisseur und Autor
- Rosita Boland, irische Journalistin und Schriftstellerin
- Patricia Briggs, US-amerikanische (Fantasy-)Autorin
- Kristen Britain, US-amerikanische (Fantasy-)Autorin
- Corina Caduff, Schweizer Literaturkritikerin, Essayistin und Herausgeberin
- Canan Can, deutschsprachige türkische Autorin
- Mustafa Cebe, türkisch-deutscher Kinderbuchautor
- Amanda Coe, britische Schriftstellerin
- Eugen Cojocaru, rumänischer Schriftsteller und Journalist
- Mauro Covacich, italienischer Schriftsteller und Journalist
- Matthew Crawford, US-amerikanischer Schriftsteller und Philosoph
- María Sonia Cristoff, argentinische Schriftstellerin und Journalistin
- Anjet Daanje, niederländische Schriftstellerin und Drehbuchautorin
- Antje Damm, deutsche Kinderbuchautorin und -illustratorin
- Gunnar Decker, deutscher Publizist, Kritiker, Essayist, Biograf
- José Riço Direitinho, portugiesischer Schriftsteller
- Gerhild Ebel, deutsche bild. Künstlerin, Autorin und Herausgeberin
- Thomas Fatzinek, österreichischer Comicautor und -zeichner
- Fernando de Felipe, spanischer Comic- und Drehbuchautor (auch Comiczeichner)
- Günther Frauenlob, deutscher Übersetzer aus dem Norwegischen und Dänischen
- Regine Frei, Schweizer Krimiautorin und Buchhändlerin
- Jörg Phil Friedrich, deutscher Philosoph und Kolumnist
- Tom Fritze, deutscher Autor
- André Georgi, deutschsprachiger Schriftsteller und Drehbuchautor
- Stefanie Gerstenberger, deutsche Schriftstellerin
- Gary Gibson, britischer Science-Fiction-Autor
- Stefan Gmünder, schweizerisch-österreichischer Literaturkritiker und Autor
- Dilaver Gök, türkisch-deutscher Autor
- Berna González Harbour, spanische Journalistin und Schriftstellerin
- Thomas Greanias, US-amerikanischer Schriftsteller
- Volker Griese, deutscher (biograf.) Schriftsteller und Herausgeber
- Gerald Grüneklee, deutscher Verleger, Publizist und Buchhändler
- Peter Guckes, deutscher Kinderbuchautor und -illustrator
- Christian Gude, deutscher (Krimi-)Autor
- Francisco Haghenbeck, mexikanischer Schriftsteller, Biograf und Comicautor († 2021)
- Michael Hanfeld, deutscher Journalist und Publizist
- Mohammed Hanif, pakistanischer Journalist, Schriftsteller und Dramatiker (evtl. * Nov. 1964)
- Elizabeth Haydon, US-amerikanische Fantasy-Autorin
- Anke te Heesen, deutsche Wissenschaftshistorikerin und Essayistin
- Kai Hensel, deutscher Schriftsteller und Dramatiker
- Tim Herden, deutscher Journalist und Krimi-Autor
- Kerstin Herrnkind, deutsche Journalistin und Buchautorin
- Benjamin Carter Hett, US-amerikanischer Historiker, Biograf und Essayist
- Matthias Heyl, deutscher Historiker und Erziehungswissenschaftler
- Kai-Michael Hingst, deutscher Jurist und Autor
- Sabine Hock, deutsche Autorin und Herausgeberin
- Peter Ralf Hofmann, deutscher Dichter und Schriftsteller
- Petra Holtmann, deutsche Kunsthistorikerin, Verlegerin und Galeristin
- Daniel Höra, deutscher Jugendbuchautor
- Lann Hornscheidt verfasst linguistische Sachliteratur
- Kathrin R. Hotowetz, deutsche Schriftstellerin
- Dirk Husemann, deutscher Wissenschaftsjournalist und Verfasser von Romanen und Sachliteratur
- Wiebke Hüster, deutsche Journalistin, Kritikerin und Buchautorin
- Simon Ings, britischer Science-Fiction- und Sachbuch-Autor
- Frank Jakubzik, deutscher Übersetzer und Schriftsteller
- Martin Jankowski, deutscher Schriftsteller und Dichter
- Susanne Janssen, deutsche Buchillustratorin
- Tyehimba Jess, US-amerikanischer Lyriker
- Jung Young Moon, koreanischer Schriftsteller und Übersetzer
- Julia Kaergel, deutsche Buchillustratorin
- Karin Kalisa, deutschsprachige Schriftstellerin und Japanologin
- Yadé Kara, türkisch-deutsch(sprachig)e Schriftstellerin
- Udo Kawasser, österreichischer Dichter, Schriftsteller und Übersetzer
- Jörn Klare, deutscher Journalist und Buchautor
- Artur Klinau, belarussischer Schriftsteller
- Nadja Klinger, deutsche Journalistin und Buchautorin
- Susanne Koelbl, deutsche Journalistin und Buchautorin
- Alexander Kratochvil, deutscher Slawist, Literaturkritiker, Übersetzer und Essayist
- Gabi Kreslehner, österreichische Schriftstellerin
- Irmela Marei Krüger-Fürhoff, deutsche Literaturwissenschaftlerin
- Gülbahar Kültür, (deutsch-)türkische Schriftstellerin, Lyrikerin und Übersetzerin
- Ina Kutulas, deutsche Autorin und Übersetzerin aus dem Neugriechischen
- Karsten Laske, deutscher Regisseur, Drehbuchautor und Dramatiker
- Ingrid Lausund, deutsche Theaterautorin und -regisseurin (sowie Drehbuchautorin Mizzi Meyer)
- Markus Lemke, deutscher literarischer Übersetzer aus dem Hebräischen und Arabischen
- Stephan Lessenich, deutscher Soziologe und Autor
- Li Bifeng, chinesischer Aktivist und Dichter
- Theo Ligthart, niederländischer Künstler und Essayist
- Dieter Lohr, deutscher Schriftsteller und Hörbuch-Verleger
- Dirk Ludigs, deutscher Journalist, Kolumnist und Buchautor
- Nina Lykke, norwegische Schriftstellerin
- Charlotte Lyne, deutsche Schriftstellerin, Übersetzerin und Lektorin
- Anne Maar, deutsche Kinderbuchautorin und Theaterregisseurin
- Astrid Mania, deutsche Kunsthistorikerin, Kunstkritikerin, Autorin und Übersetzerin
- Reda Mansour, israelisch-drusischer Dichter und Diplomat (hebräisch schreibend)
- Gina Mayer, deutsche Schriftstellerin
- Mike McCormack, irischer Schriftsteller
- Juliet E. McKenna, britische Fantasy-Autorin
- Alexander Meschnig, deutschsprachiger Autor und Publizist
- Astrid Messerschmidt, deutsche Erziehungswissenschaftlerin
- Andrei Mihailescu, Schweizer Schriftsteller rumänischer Herkunft
- Martin Muser, deutscher Schriftsteller und Drehbuchautor
- Kaveh Nassirin, iranisch-deutscher Publizist, Autor und Essayist
- Peter Nathschläger, österreichischer Schriftsteller
- Christine Neumeyer, österreichische Schriftstellerin
- Tamsin Oglesby, britische Dramatikerin und Theaterregisseurin
- Bernd Ohm, deutscher Autor und Übersetzer
- Lori Ostlund, US-amerikanische Schriftstellerin
- Park Jeong-dae, südkoreanischer Lyriker
- Kurt Pelda, Schweizer Journalist, Kriegsreporter und Buchautor
- Nina Petrick, deutsche Autorin
- Ronald Pohl, österreichischer Theaterkritiker und Schriftsteller
- Cay Rademacher, deutscher Journalist und Schriftsteller
- Olga Radetzkaja, deutsche Übersetzerin insbes. aus dem Russischen
- Andrea Rings, deutsche Jugendbuchautorin
- Adam Roberts, britischer Schriftsteller und Literaturwissenschaftler
- Aïcha Mohamed Robleh, dschibutische Dramatikerin und Politikerin
- Thorsten Roelcke, deutscher Sprachwissenschaftler
- Jörn Jacob Rohwer, deutscher biografischer Publizist und Essayist
- Andrea Röpke, deutsche Autorin
- Barbara Rose, deutsche Schriftstellerin
- Olivia Rosenthal, französische Schriftstellerin und Dramatikerin
- Stephan Rürup, deutscher Cartoonist und Autor
- Ada Salas, spanische Dichterin
- Yishai Sarid, israelischer Jurist und Schriftsteller
- Martin Schacht, deutscher Journalist und Schriftsteller
- Rüdiger Schäfer, deutscher Science-Fiction-Autor
- Ulrike Schäfer, deutsche Schriftstellerin
- Peter Schröder, deutsch-britischer Historiker
- Thomas Schuler, deutscher Journalist und Schriftsteller
- Boris Schumatsky, russisch-deutscher Schriftsteller und Publizist
- Jacques Schuster, deutscher Journalist und Buchautor
- Regine Schwarz, als Autorin Maggie Schneider, als Herausgeberin auch Mascha Schwarz, deutsche Verlegerin und Autorin
- Stefan Schweikert, deutscher Autor
- Seo Mi-ae, südkoreanische Schriftstellerin
- Anja Sicking, niederländische Musikerin und Schriftstellerin
- Burhan Sönmez, türkischer Jurist und Schriftsteller
- Sabine Städing, deutsche Kinderbuchautorin
- Boris Steinberg, deutscher Chansonsänger und -texter
- Mario H. Steinmetz, deutscher Schriftsteller
- Andreas Strobl, deutscher Kunsthistoriker und Autor
- Kate Summerscale, britische Schriftstellerin und Biografin
- Heike Tauch, deutsche Hörspielautorin und -regisseurin († 2024)
- Canan Topçu, deutsche Journalistin und Autorin türkischer Herkunft
- Kristine Tornquist, österreichische Künstlerin, Autorin, Librettistin und Regisseurin
- Joachim Trebbe, deutscher Medienanalytiker und Autor
- Christos Tsiolkas, australischer Schriftsteller und Dramatiker
- Pablo Tusset, spanischer Schriftsteller
- Cristina Urchueguía, spanische Musikhistorikerin und Autorin
- Susanne Van Volxem, deutsche Lektorin, Übersetzerin, Roman- und Sachbuchautorin
- Lot Vekemans, niederländische Dramatikerin und Romanautorin
- Paul Verhaeghen, belgischer Schriftsteller und Psychologe
- Arwed Vogel, deutscher Schriftsteller
- Pieter Webeling, niederländischer Autor
- Heinrich Wefing, deutscher Journalist, Architekturkritiker und Buchautor
- Jens Weinreich, deutscher Sportjournalist und Sachbuchautor
- Angie Westhoff, deutsche Kinder- und Jugendbuchautorin
- Klaus Wiegrefe, deutscher Journalist und Buchautor
- Markus Wissen, deutscher Politologe und Buchautor
- Barbara Wolflingseder, österreichische Journalistin und Autorin
- Stefan Woltersdorff, deutscher Schriftsteller, Autor literarischer Reiseführer
- Tom Zai, Schweizer Autor

## Gestorben

### Januar – März
- 04. Januar: T. S. Eliot, englischsprachiger Lyriker und Dramatiker
- 07. Januar: Wolfgang Hoffmann-Harnisch, deutscher Schriftsteller und ...
- 08. Januar: Wolodymyr Sosjura, ukrainischer Dichter
- 12. Januar: Lorraine Hansberry, US-amerikanische Dramatikerin und Essayistin
- 14. Januar: Christian Wegner, deutscher Verleger
- 17. Januar: Hans Marchwitza, deutscher Schriftsteller
- 18. Januar: Wilhelm Lamszus, deutscher Autor
- 20. Januar: Hermann Buddenhagen, deutscher Autor und Lektor
- 21. Januar: Reino Helismaa, finnischer Schriftsteller, Liedtexter und Dramatiker
- 24. Januar: Winston Churchill, britischer Politiker und Schriftsteller, Nobelpreisträger für Literatur 1953
- 25. Januar: Moritz Julius Bonn, deutscher Ökonom und Autor
- 26. Januar: Jean Calvet, französischer Literaturwissenschaftler und Schriftsteller
- 29. Januar: Robert Saitschick, russisch-schweizerischer Literaturhistoriker und Philosoph
- 02. Februar: Richard Palmer Blackmur, US-amerikanischer Literaturkritiker, Lyriker und Essayist
- 08. Februar: Mendl Neugröschel, polnisch-österreichischer Schriftsteller, der in jiddischer Sprache publizierte
- 12. Februar: Hans Barth, Schweizer Publizist und Philosoph
- 12. Februar: Karl Otto Horch, deutscher Schriftsteller (auch während der NS-Zeit)
- 17. Februar: Walter Vollmer, deutscher Schriftsteller (auch während der NS-Zeit)
- 18. Februar: Rudolf Eger, deutscher Schriftsteller und Übersetzer
- 19. Februar: Hilde Stieler, deutsche Dichterin und Schriftstellerin
- 20. Februar: Masao Yamakawa, japanischer Schriftsteller
- 21. Februar: Malcolm X, US-amerikanischer Bürgerrechtsführer und Autor
- 22. Februar: Peter Martin Lampel, deutscher Schriftsteller und Dramatiker
- 22. Februar: Simin Palay, französischer Schriftsteller okzitanischer Sprache
- 23. Februar: Fedor Stepun, russisch-deutscher Autor
- 23. Februar: Friedrich Winkler, deutscher Kunsthistoriker und Autor
- 24. Februar: Louise Hartung, deutsche Pädagogin und Förderin der Lesekultur
- 24. Februar: Georg Mackensen, deutscher Verleger
- 24. Februar: Leonore Pany, österreichische Schriftstellerin und Komponistin
- 25. Februar: Sydney Fowler Wright, britischer Schriftsteller und Dichter
- 26. Februar: George Adamski, US-amerikanischer Science-Fiction-Schriftsteller
- 26. Februar: Lotte Bergtel-Schleif, deutsche Bibliothekarin
- 04. März: Willard Motley, US-amerikanischer Schriftsteller
- 05. März: Václav Hrabě, tschechischer Dichter
- 05. März: Helen Waddell, britische Schriftstellerin und Übersetzerin
- 06. März: Alexander von Bernus, deutscher Schriftsteller
- 09. März: Kazys Boruta, litauischer Schriftsteller und Dichter
- 12. März: Hans Lehr, deutscher Schriftsteller und Übersetzer
- 13. März: Fan Noli, albanischer ... und Schriftsteller
- 17. März: Nancy Cunard, britische Publizistin, Dichterin und Verlegerin
- 19. März: Emma Mahner-Mons, deutsche Verfasserin von Trivialliteratur
- 22. März: Heinrich Wandt, deutscher Autor und Publizist
- 26. März: Minna Burgarth, deutsche Kinder- und Jugendbuchautorin
- 26. März: Hildegard Johanna Kaeser, deutsche Schriftstellerin und Übersetzerin
- 27. März: Charles Kingsley Meek, britischer Anthropologe
- 27. März: Friedrich Rasche, deutscher Journalist, Kritiker, Essayist, Schriftsteller und Lyriker
- 28. März: Hermann Asemissen, deutscher Übersetzer aus dem Russischen
- 28. März: Clemence Dane, britische Schriftstellerin, Dramatikerin und Drehbuchautorin
- 29. März: Peadar Ó hAnnracháin, irischer Schriftsteller und Dramatiker
- 29. März: Wilhelm Worringer, deutscher Kunsthistoriker
- 30. März: John Farleigh, britischer (Buch-)Illustrator
- 30. März: Richard Schweizer, Schweizer Autor

### April – Juni
- 01. April: Walter Morgenthaler, Schweizer Psychiater und Autor
- 01. April: Bruno Schönlank, deutscher Dichter und (Arbeiter-)Schriftsteller
- 02. April: Nelly Wolffheim, deutsche Pädagogin und Autorin
- 09. April: Rubén Azócar, chilenischer Dichter und Romanautor
- 11. April: Willy Schüller, deutscher Textdichter
- 12. April: René Sonderegger, Schweizer Publizist, Autor und Verleger
- 12. April: Ferdinand Springer junior, deutscher wissenschaftlicher Verleger
- 15. April: Hans Karl Breslauer, österreichischer Filmregisseur und Schriftsteller
- 16. April: Kurt Pritzkoleit, deutscher Journalist und Schriftsteller
- 16. April: Anton Suurkask, estnischer Lyriker und Schriftsteller
- 21. April: Artur Marya Swinarski, polnischer Dramatiker, Lyriker und Übersetzer
- 22. April: Sakari Pälsi, finnischer Schriftsteller
- 22. April: Pier Antonio Quarantotti Gambini, italienischer Schriftsteller
- 26. April: Werner Wittgenstein, deutscher Jurist, Schriftsteller und Politiker
- 28. April: Maurice Ascher, Schweizer Schriftsteller und Pädagoge
- 28. April: Ferdinand Bordewijk, niederländischer Schriftsteller
- 30. April: Károly Lyka, ungarischer Kunsthistoriker und Biograf
- 30. April: Wolf-Heinrich von der Mülbe, deutscher Schriftsteller und Übersetzer
- 02. Mai: Otto Forst de Battaglia, österreichischer Publizist
- 03. Mai: Naka Kansuke, japanischer Schriftsteller
- 03. Mai: Howard Spring, britischer Schriftsteller und Literaturkritiker
- 04. Mai: Jean Hercourt, Schweizer Dichter, Schriftsteller und Essayist
- 05. Mai: Edgar Mittelholzer, guyanischer Schriftsteller
- 06. Mai: Hermann Wolfgang Zahn, deutscher Neurologe und Schriftsteller
- 11. Mai: Lode Baekelmans, flämischer Schriftsteller
- 12. Mai: Roger Vailland, französischer Schriftsteller
- 13. Mai: Francis Giauque, Schweizer Poet und Schriftsteller
- 13. Mai: Sida Košutić, kroatisch-jugoslawische Schriftstellerin
- 17. Mai: Karl Langenbacher, deutscher Grafiker und Hörspielautor
- 18. Mai: Eduard Jan Dijksterhuis, niederländischer Wissenschaftshistoriker und Essayist
- 18. Mai: Heinz Rusch, deutscher Publizist und Schriftsteller
- 19. Mai: Maria Dąbrowska, polnische Schriftstellerin
- 20. Mai: Adolf E. Jensen, deutscher Ethnologe
- 22. Mai: Heinrich Barth, Schweizer Philosoph
- 04. Juni: Jonas Fränkel, Schweizer Germanist und Herausgeber
- 05. Juni: Eleanor Farjeon, britische Schriftstellerin, Kinderbuchautorin, Lyrikerin, Dramatikerin, …
- 05. Juni: Karl Leopold Mayer, deutscher Schriftsteller, Lyriker und Jurist
- 07. Juni: Richard Billinger, NS-affiner österreichischer Schriftsteller, Dichter und Dramatiker
- 07. Juni: Abraham Aron Roback, US-amerikanischer Psychologe und Sprachwissenschaftler, Promoter des Jiddischen
- 10. Juni: Otto Hellmut Lienert, Schweizer Autor
- 10. Juni: Georg Misch, deutscher Philosoph
- 10. Juni: Max Rychner, Schweizer Journalist und Schriftsteller
- 12. Juni: Wolfram von Hanstein, deutscher Verleger, Schriftsteller und Geheimagent
- 13. Juni: Martin Buber, österreichisch-israelischer Religionsphilosoph und Autor
- 15. Juni: Shōda Shinoe, japanische Dichterin
- 18. Juni: Walter Widmer, Schweizer Literaturkritiker und Übersetzer
- 19. Juni: Ruth Goetz, deutsche Schriftstellerin
- 21. Juni: Leo Balet, niederländisch-deutscher Kunsthistoriker und Autor
- 22. Juni: Joseph Auslander, US-amerikanischer Dichter und Schriftsteller
- 26. Juni: Reginald Beckwith, britischer Schauspieler, Filmkritiker und Theaterautor
- 28. Juni: Joachim G. Leithäuser, deutscher Autor
- 28. Juni: Anton Schmitt, deutscher (...) Regionalschriftsteller
- 29. Juni: Hans Schwarz, Schweizer Autor, v. a. von Reiseliteratur

### Juli – September
- 01. Juli: Arthur Drey, deutscher Lyriker, Dramatiker und Essayist
- 01. Juli: Robert Ruark, US-amerikanischer Kolumnist und Schriftsteller
- 03. Juli: Ida Conrath, deutsche Schriftstellerin und Mundartdichterin
- 04. Juli: Edward Sackville-West, britischer Musikkritiker und Schriftsteller
- 05. Juli: Jaan Roos, estnischer Pädagoge, Literaturhistoriker, Biograf, Herausgeber und Bibliophiler
- 06. Juli: Max Jara, chilenischer Dichter
- 08. Juli: T.S. Stribling, US-amerikanischer Schriftsteller
- 10. Juli: Jacques Audiberti, französischer Schriftsteller, Lyriker und Dramatiker
- 13. Juli: Fotis Kontoglou, griechischer Maler und Schriftsteller
- 14. Juli: Alina Borioli, Schweizer Schriftstellerin
- 14. Juli: Matila Ghyka, rumänischer Diplomat, Philosoph, Schriftsteller und Ästhetiker
- 14. Juli: Nat Nakasa, südafrikanischer Autor
- 17. Juli: Rudolf Holzer, österreichischer Schriftsteller und Kritiker
- 17. Juli: Ilja Sadofjew, sowjetischer Dichter
- 18. Juli: Refik Halit Karay, osmanisch-türkischer Schriftsteller
- 19. Juli: Ingrid Jonker, südafrikanische Dichterin
- 19. Juli: Umezaki Haruo, japanischer Schriftsteller
- 25. Juli: Albert Minder, jenischer Dichter-Maler in der Schweiz
- 26. Juli: Eugene Burdick, US-amerikanischer Autor
- 26. Juli: Benno Geiger, österreichischer Dichter, Schriftsteller und Übersetzer
- 27. Juli: Roberto Bazlen, italienischer Schriftsteller und Publizist
- 28. Juli: Edogawa Rampo, japanischer (Krimi-)Schriftsteller
- 30. Juli: Tanizaki Jun’ichirō, japanischer Schriftsteller
- 02. August: František Langer, tschechischer Schriftsteller und Dramatiker
- 03. August: Bruce Manning, US-amerikanischer Journalist und Schriftsteller
- 03. August: Wolfgang Stammler, deutscher Germanist und Literaturhistoriker
- 05. August: Émile Moussat, französischer Autor
- 06. August: Aksel Sandemose, dänisch-norwegischer Schriftsteller
- 08. August: Ludwig Egler, deutscher Komponist und Schriftsteller
- 08. August: Shirley Jackson, US-amerikanische Schriftstellerin
- 09. August: Arnold Krieger, deutscher (NS-affiner) Schriftsteller, Dramatiker und Lyriker
- 15. August: Otto Wohlgemuth, deutscher (NS-affiner) Dichter und Schriftsteller
- 17. August: Takami Jun, japanischer Schriftsteller und Dichter
- 21. August: Katharine Cameron, britische Buchillustratorin
- 28. August: Maria Batzer, deutsche Schriftstellerin
- 30. August: Armin Kesser, deutsch-schweizerischer Schriftsteller und Publizist
- 31. August: Edward E. Smith, US-amerikanischer Science-Fiction-Schriftsteller
- 31. August: Enn Uibo, estnischer Lyriker
- 02. September: Johannes Bobrowski, deutscher Lyriker und Erzähler
- 02. September: Walter Alvares Keller, Schweizer Schriftsteller
- 04. September: Albert Schweitzer, deutsch-französischer (...), Philosoph und Autor
- 05. September: Louis Cazamian, französischer Essayist und Übersetzer
- 10. September: Gerhard Möbus, deutscher Pädagoge, Politologe und Autor
- 16. September: Peter Paul Althaus, deutscher Dichter, Schriftsteller und Kabarettist
- 16. September: Anton Kecht, österreichischer Schriftsteller
- 17. September: Moscheh Ya’akov Ben-Gavriêl, österreichischer und israelischer Schriftsteller und Publizist
- 17. September: Alejandro Casona, spanischer Schriftsteller und Dramatiker
- 17. September: Ernst Meier, deutscher Ökonom und Medienwissenschaftler
- 17. September: Reinhold von Walter, deutscher Dichter, Schriftsteller und Übersetzer
- 17. September: Ernest Wood, britischer Fachautor zu Yoga und Meditation
- 19. September: Allen Roy Evans, kanadischer Schriftsteller
- 22. September: Niels Lynge, grönländischer Pastor und (Lied-)Dichter
- 30. September: Philip Stevenson, US-amerikanischer Schriftsteller und Dramatiker

### Oktober – Dezember
- 03. Oktober: Max Picard, Schweizer Schriftsteller
- 13. Oktober: Carl Misch, deutsch-amerikanischer Journalist und Buchautor
- 14. Oktober: Randall Jarrell, US-amerikanischer Schriftsteller, Dichter, Essayist, Literaturkritiker, Übersetzer, Poet Laureate
- 18. Oktober: Hans Zulliger, Schweizer Psychotherapeut und Schriftsteller
- 20. Oktober: Corrado Govoni, italienischer Dichter und Schriftsteller
- 21. Oktober: Nora Scholly, österreichische Kinderbuchautorin, Verlegerin und Illustratorin
- 22. Oktober: Hans Morgenstern, österreichischer Dramatiker
- 22. Oktober: Salomon David Steinberg, Schweizer Dichter und Schriftsteller
- 22. Oktober: Paul Tillich, deutsch-amerikanischer Religionsphilosoph und Autor
- 25. Oktober: Fried Lübbecke, deutscher Kunsthistoriker und Autor
- 26. Oktober: Xiong Foxi, chinesischer Dramatiker, Autor und Theaterpädagoge
- 27. Oktober: Max Beer, deutscher Publizist und Autor
- 27. Oktober: Georg Stöger-Ostin, deutscher Autor von Trivialliteratur
- 30. Oktober: Arthur M. Schlesinger, Sr., US-amerikanischer Historiker
- 31. Oktober: Olivier Larronde, französischer Dichter
- 31. Oktober: Benno Vigny, deutsch-französischer Schriftsteller und Drehbuchautor
- 01. November: Hellmuth Petriconi, deutscher Romanist und Literaturwissenschaftler
- 02. November: Marta Karlweis, österreichische Schriftstellerin
- 06. November: Nahum Stutchkoff, polnisch-amerikanischer jiddischer Autor, Dramatiker und Lexikograf
- 13. November: Catherine Colomb, französischsprachige Schweizer Schriftstellerin
- 18. November: Cvetko Golar, slowenisch-jugoslawischer Lyriker, Erzähler und Dramatiker
- 20. November: Armas Äikiä, finnischer Literat
- 20. November: Nicole Vedrès, französische Schriftstellerin und Filmemacherin
- 25. November: Josef Štefan Kubín, tschechischer Ethnograf und Märchensammler
- 26. November: Wilhelm Matthießen, deutscher Verfasser von Kinder- und Jugendliteratur und von antisemitischen Hetzschriften
- 27. November: Jan Bielatowicz, polnischer Lyriker, Schriftsteller, Journalist, Literaturkritiker und Bibliograf
- 28. November: Aslaug Vaa, norwegische Lyrikerin und Dramatikerin
- 02. Dezember: Pierre Bovet, Schweizer Pädagoge und Psychologe
- 02. Dezember: Edwy Searles Brooks (Pseud. Victor Gunn), britischer Schriftsteller
- 05. Dezember: Friedrich Franz von Conring, deutscher Schriftsteller, Dramatiker und Biograf (NS-affin)
- 05. Dezember: Albert J. Welti, Schweizer Schriftsteller
- 06. Dezember: Walter Muschg, Schweizer Literaturhistoriker und Essayist
- 07. Dezember: Allan Eugene Updegraff, US-amerikanischer Journalist und Schriftsteller
- 10. Dezember: Max Sidow, deutscher Dichter, Schriftsteller und Dramaturg
- 13. Dezember: Käte Decker, deutsche Lyrikerin und Schriftstellerin
- 16. Dezember: W. Somerset Maugham, britischer Erzähler und Dramatiker
- 17. Dezember: Max Hinrichsen, deutsch-britischer Musikverleger
- 19. Dezember: Hans Brockhaus, deutscher Verleger
- 21. Dezember: Sawaki Kōdō, japanischer Zen-Meister und Autor
- 24. Dezember: Otto Rosing, grönländischer Schriftsteller
- 28. Dezember: Albert Pestour, französischer Journalist und Dichter französischer und okzitanischer Sprache
- 30. Dezember: Manfred George, deutsch-amerikanischer Schriftsteller und Publizist
- 31. Dezember: Ludwig Breitwieser, deutscher Grafiker und Autor

### Genaues Datum unbekannt
- Edwin Baer, deutscher Antiquar
- Gian Gianett Cloetta, Schweizer Dichter und Schriftsteller
- Ludwig Gorm, österreichischer Schriftsteller und Übersetzer
- Erwin Erich Torenburg, deutscher Journalist und Schriftsteller

## 100 Jahre früher …
- … erlebte am 10. Juni das Musikdrama Tristan und Isolde von Richard Wagner seine Uraufführung.
- … erschienen die Bildergeschichten Max und Moritz und Der Virtuos von Wilhelm Busch.
- … erschien die Erzählung Die zwölf Apostel von E. Marlitt in der Gartenlaube.

## Literaturpreise 1965

### Deutsche Literaturpreise
- Andreas-Gryphius-Preis: Peter Jokostra und Josef Mühlberger
- Bremer Literaturpreis: Thomas Bernhard für Frost
- Deutscher Jugendbuchpreis:
  - Bilderbuch: Swimmy von Leo Lionni
  - Kinderbuch: Wickie und die starken Männer von Runer Jonsson
  - Jugendbuch: Amerika-Saga von Frederik Hetmann
  - prämiert: Das Tellereisen von Denis Ronald Sherman
- Deutscher Kritikerpreis: Hans Mayer
- F.-C.-Weiskopf-Preis: Peter Hacks
- Fontane-Preis: Victor Otto Stomps
- Friedrich-Rückert-Preis: Annemarie Schimmel
- Georg-Büchner-Preis: Günter Grass
- Georg-Mackensen-Literaturpreis: Jürg Federspiel; Gabriele Wohmann
- Gerhart-Hauptmann-Preis: Hans Günter Michelsen
- Hans-Böttcher-Preis: Hinrich Kruse für Dat Andenken
- Heinrich-Heine-Preis des Ministeriums für Kultur der DDR: Heinz Knobloch, Walter Werner
- Heinrich-Mann-Preis: Johannes Bobrowski für Levins Mühle und Brigitte Reimann für Die Geschwister
- Hermann-Hesse-Literaturpreis: Hubert Fichte für Das Waisenhaus
- Hörspielpreis der Kriegsblinden: Nachtprogramm von Richard Hey
- Immermann-Preis der Stadt Düsseldorf: Ernst Jünger; Förderpreis: Astrid Gehlhoff-Claes
- Johann-Peter-Hebel-Preis: Adalbert Welte
- Lessing-Preis der DDR: Rainer Kerndl und Gerhard Rentzsch
- Lessing-Preis der Freien und Hansestadt Hamburg:
  - Hauptpreisträger: Peter Weiss
  - Stipendiat: Peter Bichsel
- Literaturpreis der Bayerischen Akademie der Schönen Künste: Wolfgang Koeppen
- Schiller-Gedächtnispreis: Max Frisch
- Tukan-Preis: Alfons von Czibulka, Horst Lange, Paul Mommertz, Georg Schwarz, Otto von Taube, Roland Ziersch

### Internationale Literaturpreise
- Adalbert-Stifter-Preis: Julius Zerzer
- Akutagawa-Preis:
  - 1. Halbjahr: Setsuko Tsumura für Gangu
  - 2. Halbjahr: Yūichi Takai für Kita no kawa
- Anisfield-Wolf Book Award (Auswahl): The Struggle for Equality: Abolitionists and the Negro in the Civil War and Reconstruction von James M. McPherson
- Anton-Wildgans-Preis: Andreas Okopenko
- BMF-Plakette: Calvinols resa genom världen von P. C. Jersild
- Bokhandlerprisen: Blåtind von Johan Borgen
- Caldecott Medal: Beni Montresor (Illustrator) für May I Bring a Friend?
- Charles-Veillon-Preis:
  - Deutschsprachige Literatur: Levins Mühle von Johannes Bobrowski
  - Französischsprachige Literatur: Le Quatrième siècle von Édouard Glissant
  - Italienischsprachige Literatur: Con la faccia per terra von Piero Chiara
- CNA Literary Award (Südafrika; Werk in Afrikaans): Olé von André Brink
- Constantijn Huygensprijs: Lucebert
- Dagger Awards:
  - Gold Dagger for Fiction: The Far Side of the Dollar von Ross Macdonald
  - Best British Novel: Midnight Plus One von Gavin Lyall
- De Gyldne Laurbær: Thorkild Hansen
- Dobloug-Preis: Fritiof Nilsson Piraten (Schweden) und Johan Borgen (Norwegen)
- Duff Cooper Prize: Marcel Proust von George D. Painter
- Edgar Allan Poe Award:
  - Bester Roman: The Spy Who Came in from the Cold von John le Carré
  - Beste Kurzgeschichte: H as in Homicide von Lawrence Treat
- Färöischer Literaturpreis: Christian Matras und Páll J. Nolsøe
- Franz-Grillparzer-Preis: Orpheus von Felix Braun
- Geoffrey Faber Memorial Prize: The Ice Saints von Frank Tuohy
- Gottfried-Keller-Preis: Meinrad Inglin für das Gesamtwerk
- Governor General’s Award for Fiction: L’Incubation von Gérard Bessette
- Grand Prix C.-F. Ramuz: Marcel Raymond
- Grand Prix littéraire de l’Afrique noire:
  - Les Dirigeants africains face à leurs peuples von Seydou Badian und
  - Patron de New York von Bernard Dadié
- Grand prix de littérature policière (International): Frontière belge (im Orig.: Question of Loyalty) von Nicolas Freeling
- Großer Österreichischer Staatspreis für Literatur: nicht verliehen
- Großer Preis des Samfundet De Nio: Willy Kyrklund
- Hawthornden-Preis: The Old Boys von William Trevor
- Herder-Preis: László Németh; Tudor Arghezi
- Hertzogprys für Dichtung: Tristia en ander verse, voorspele en vlugte von N. P. van Wyk Louw
- Holger Drachmann-legatet: Aage Dons
- Hugo Award:
  - Bester Roman: The Wanderer von Fritz Leiber
  - Beste Kurzgeschichte: Soldier, Ask Not von Gordon R. Dickson
- James Tait Black Memorial Prize (Biografie): Victoria R.I. von Elizabeth Longford
- Jerusalem-Preis: Max Frisch
- John Llewellyn Rhys Prize: The White Father von Julian Mitchell
- Kate Greenaway Medal: The Three Poor Tailors von Victor Ambrus
- Kikuchi-Kan-Preis: Kamei Katsuichirō für Forschungen zur Geistesgeschichte der Japaner
- Kinderboek van het jaar: Paul Biegel für Het sleutelkruid
- Kinder- und Jugendbuchpreis der Stadt Wien (Auswahl):
  - Kinderbuch: Marlen Haushofer für Brav sein ist schwer und Mira Lobe für Die Omama im Apfelbaum
  - Jugendbuch: Mira Lobe für Meister Thomas in St. Wolfgang
- Kritikerprisen (Dänemark): Amagerdigte von Klaus Rifbjerg
- Kritikerprisen (Norwegen): Alfred Hauge für die Trilogie Cleng Peerson
- Levstik-Preis: Velikan in Pajac von Leopold Suhodolčan
- Lewis Carroll Shelf Award: The Wolves of Willoughby Chase von Joan Aiken
- Literaturpreis des Nordischen Rates:
  - Det gode Håb von William Heinesen und
  - Från helvetet till paradiset von Olof Lagercrantz
- Literaturpreis der Stadt Wien: Ernst Schönwiese
- Mainichi-Kulturpreis (Kategorie „Literatur und Kunst“; Auswahl): Umezaki Haruo für Genka
- Mainichi-Kunstpreis (Auswahl): Noguchi Fujio für Tokuda Shūsei-den
- Miles Franklin Award: The Slow Natives von Thea Astley
- Nadal-Literaturpreis: Eduardo Cabalero Calderón, El buen salvaje
- National Book Award:
  - Fiction: Saul Bellow für Herzog
  - Nonfiction:
    - Eleanor Clark für The Oysters of Locmariaquer
    - Louis Fischer für The Life of Lenin
    - Norbert Wiener für God and Golem, Inc: A Comment on Certain Points where Cybernetics Impinges on Religion

  - Poetry: Theodore Roethke für The Far Field
- Nelly-Sachs-Preis: Max Tau
- Nils-Holgersson-Plakette: Gunnel Linde
- Nobelpreis für Literatur: Michail Scholochow
- Noma-Literaturpreis: Nagai Tatsuo für Ikko sono hoka
- O.-Henry-Preis: Revelation von Flannery O’Connor
- Österreichischer Staatspreis für Europäische Literatur: Zbigniew Herbert
- P.C.-Hooft-Preis: nicht verliehen
- Peter-Rosegger-Preis: Alois Hergouth
- Poesiepreis der Stadt Amsterdam: Gesloten gedichten von Cees Nooteboom
- Premio Atenea (Auswahl): El peso de la noche von Jorge Edwards
- Premio Bancarella: Giovinezza, giovinezza von Luigi Preti
- Premio Biblioteca Breve: Últimas tardes con Teresa von Juan Marsé
- Premio Campiello: La compromissione von Mario Pomilio
- Prêmio Jabuti: O senhor embaixador von Érico Veríssimo
- Prêmio Juca Pato: Cassiano Ricardo
- Prêmio Machado de Assis: Cecília Meireles (postum)
- Premio Marzotto: Ignazio Silone für Notausgang
- Premio Nacional de Literatura de Chile: Pablo de Rokha
- Premio Planeta: Equipaje de amor para la tierra von Rodrigo Rubio
- Premio Strega: La macchina mondiale von Paolo Volponi
- Premio Viareggio: Goffredo Parise für Il Padrone
- Prix Claude-Farrère: Les trompettes se sont tues von Dominique Farale
- Prix des Critiques: Pierre Klossowski für Le Baphomet
- Prix des Deux Magots: Les Pierres sauvages von Fernand Pouillon
- Prix Femina: Quelqu'un von Robert Pinget
- Prix Goncourt: L’adoration von Jacques Borel
- Prix du Gouverneur général (poésie ou théâtre de langue française) pour la poésie: Quand les bateaux s’en vont von Gilles Vigneault
- Prix Guillaume Apollinaire: Légendaire von Lionel Ray
- Prix Interallié: La Confession mexicaine von Alain Bosquet
- Prix Médicis: La Rhubarbe von René-Victor Pilhes
- Prix du Meilleur livre étranger: Le Centaure von John Updike
- Prix Rambert: Jean Starobinski
- Prix Renaudot: Les Choses von Georges Perec
- Prix du roman populiste: Histoire de Georges Guersant von Jean Hougron
- Pulitzer-Preise:
  - Belletristik: The Keepers of the House von Shirley Ann Grau
  - Biografie: Henry Adams von Ernest Samuels
  - Dichtung: 77 Dream Songs von John Berryman
  - Drama: The Subject Was Roses von Frank D. Gilroy
  - Geschichte: The Greenback Era von Irwin Unger
  - Sachbuch: O Strange New World. American Culture: The Formative Years von Howard Mumford Jones
- Queen’s Gold Medal for Poetry: Philip Larkin
- Riksmålsforbundets litteraturpris: Rolf Jacobsen
- Schweizer Jugendbuchpreis: Fritz Wartenweiler für das Gesamtwerk, besonders die Biografien
- Schweizerische Schillerstiftung – Gesamtwerkspreise:
  - Ruth Blum für ihre Romane und Erzählungen
  - N. O. Scarpi für seine Kunst der anekdotischen Erzählung
- Schweizerische Schillerstiftung – Einzelwerkpreise (Auswahl):
  - Valais de cœur von Pierrette Micheloud
- Somerset Maugham Award: Peter Everett für Negatives
- Søren-Gyldendal-Preis: Villy Sørensen
- Spur Award (Historical Novel): Willis Todhunter Ballard für Gold in California und Vardis Fisher für Mountain Man
- Tamura-Toshiko-Preis (Auswahl): Akimoto Matsuyo für Hitachibō Kaison
- Taras-Schewtschenko-Preis (Auswahl): Mykola Baschan; Iryna Wilde
- Tarjei-Vesaas-Debütantenpreis: Mellom speil og speil von Jan Erik Vold
- Theodor-Körner-Preis: Peter Herz
- WH Smith Literary Award: Beginning Again: An Autobiography of the Years 1911 to 1918 von Leonard Woolf
- William-Dean-Howells-Medaille: The Wapshot Scandal von John Cheever
- Yomiuri-Literaturpreis (Romanliteratur): Yube no Kumo von Shōno Junzō

## Verwandte Preise und Ehrungen
- Antonio-Feltrinelli-Preis (Auswahl): Giuseppe Billanovich
- Banner der Arbeit (Auswahl): Walter Gorrish
- Bayerischer Kunstförderpreis: Johannes Rüber
- Brüder-Grimm-Preis der Philipps-Universität Marburg: Wolfgang Stammler (NS-nah)
- Conrad-Ferdinand-Meyer-Preis: Elfriede Huber-Abrahamowicz
- Erich-Weinert-Medaille (Auswahl): Horst Bastian, Rainer Kirsch, Sarah Kirsch, Claus Küchenmeister; Konrad Wolf
- Ernst-Lubitsch-Preis: Rainer Erler für die Regie von Seelenwanderung
- Ernst-Reuter-Preis: Kay Hoff
- Förderpreis des Landes Nordrhein-Westfalen für junge Künstlerinnen und Künstler (Auswahl): Nicolas Born und Wolfgang Hädecke
- Friedenspreis des Deutschen Buchhandels: Nelly Sachs
- Goethe-Medaille (Auswahl): Gustav Korlén; Roy Pascal; Vittorio Santoli; Richard Wolf
- Goethe-Preis der Stadt Berlin (Auswahl): Ilse Rodenberg
- Innerschweizer Kulturpreis: Otto Karrer
- Johann-Heinrich-Voß-Preis für Übersetzung: Wolfgang Schadewaldt
- Johannes-R.-Becher-Medaille:
  - … in Gold: Günter Hofé; Wolfgang Joho
  - … in Silber: Heinz Klemm
- Kulturpreis Ostbayern (Auswahl): Marlene Reidel
- Kunstpreis der Stadt Leipzig (Auswahl): Hans Pfeiffer
- Kurt-Magnus-Preis: Peter Schünemann
- Martin-Andersen-Nexö-Kunstpreis (Auswahl): Hasso Mager
- Nationalpreis der DDR II. Klasse für Kunst und Literatur (Auswahl): Georg Maurer, Michael Tschesno-Hell, Grete Weiskopf
- Nationalpreis der DDR III. Klasse für Kunst und Literatur (Auswahl): Auguste Lazar, Helmut Sakowski
- Obie Awards (Auswahl):
  - Best American Play: The Old Glory von Robert Lowell
  - Distinguished Plays: Promenade und The Successful Life of Three von María Irene Fornés
- Preis der Stadt Nürnberg: Friedrich Hagen
- Preis der Stadt Wien für Geisteswissenschaften (Auswahl): Karl Popper
- Preis der Stadt Wien für Publizistik: Otto Basil
- Ralph-Waldo-Emerson-Preis: O Strange New World. American Culture: The Formative Years von Howard Mumford Jones
- Schlesierschild (Auswahl): Max Tau
- Sigmund-Freud-Preis für wissenschaftliche Prosa: Adolf Portmann
- Sonning-Preis: Richard Nikolaus Coudenhove-Kalergi
- Tony Award/Bester Autor:
  - Neil Simon für The Odd Couple und
  - Joseph Stein für Fiddler on the Roof
- Verdienstmedaille der DDR: Christoph Funke